# مرارة بن الربيع
مرارة بن الربيع صحابي من الأنصار من بني عمرو بن عوف من الأوس، قال ابن الكلبي أنه شهد غزوة بدر، بينما لم يذكره ابن إسحاق فيمن شهدها من بني عمرو بن عوف، وهو أحد الثلاثة الذين تخلّفوا عن غزوة تبوك بغير عذر، فنزلت فيهم آية: ﴿وَعَلَى الثَّلَاثَةِ الَّذِينَ خُلِّفُوا حَتَّى إِذَا ضَاقَتْ عَلَيْهِمُ الْأَرْضُ بِمَا رَحُبَتْ وَضَاقَتْ عَلَيْهِمْ أَنْفُسُهُمْ وَظَنُّوا أَنْ لَا مَلْجَأَ مِنَ اللَّهِ إِلَّا إِلَيْهِ ثُمَّ تَابَ عَلَيْهِمْ لِيَتُوبُوا إِنَّ اللَّهَ هُوَ التَّوَّابُ الرَّحِيمُ ۝١١٨﴾ [التوبة:118].